# Vierzehn Stunden
Vierzehn Stunden ist ein US-amerikanischer Film noir von Henry Hathaway aus dem Jahre 1951. Als Vorlage diente die zwei Jahre zuvor im Magazin The New Yorker veröffentlichte Erzählung The Man on the Ledge von Joel Sayre.

## Handlung
Im 15. Stockwerk eines New Yorker Hotels steht der junge Robert Cosick in selbstmörderischer Absicht auf dem schmalen Sims der Fassade. In den Straßen unter ihm kommt der Verkehr ins Stocken, Passanten starren gebannt nach oben. Polizei und Feuerwehr bereiten sich auf die Rettungsaktion vor, Wochenschau- und Fernsehkameras werden aufgebaut. Der Vorfall wird zu einem Medienereignis, alle warten auf den Todessprung. Geistliche und Psychologen bemühen sich vergeblich, den Lebensmüden zur Umkehr zu bewegen. Erst der Verkehrspolizist Charlie Dunnigan kommt vom benachbarten Fenster aus mit dem Mann ins Gespräch und gewinnt langsam dessen Vertrauen.
Während der Polizist geduldig von den ganz alltäglichen Dingen des Lebens erzählt, bleiben die dramatischen Ereignisse auf die schaulustigen Passanten nicht ohne Wirkung. So treffen sich zwei junge Leute – eingekeilt in der Menge – und wissen sehr bald, dass ihre zufällige Bekanntschaft von Dauer sein wird. In einem Rechtsanwaltsbüro, das sich gegenüber vom Hotel befindet, versucht Ann Fuller, die Scheidungsmodalitäten mit ihrem Mann zu besprechen. Die Tragödie auf der anderen Straßenseite bewirkt bei ihr aber einen Sinneswandel.
Charlie redet indes weiter mit Robert, der von ihm Zigaretten und Kaffee annimmt. Inzwischen ist es dunkel geworden. Durch die Ablenkung des Mannes gelingt es den anderen Polizisten, ein Netz von den oberen Stockwerken zu spannen und vorsichtig herunterzulassen. Plötzlich blitzt ein Scheinwerfer auf. Robert erschrickt, gerät ins Taumeln und stürzt. Im letzten Moment kann er sich an das vorbereitete Netz klammern und wird schließlich gerettet.

## Hintergründe
- Die Geschichte basiert auf einer wahren Begebenheit: Am 28. Juli 1938 offenbarte ein junger Mann namens John Warde seiner Schwester, sich das Leben nehmen zu wollen. Schauplatz war ein New Yorker Hotelzimmer in der 17. Etage. Der Mann litt an manisch-depressiver Psychose. Er kletterte durch das Fenster auf einen schmalen Sims 50 Meter über der 55. Straße und stürzte sich nach einigem Zögern in die Tiefe.
- Der Film wurde mit zwei verschiedenen Schlussversionen hergestellt: Den Tatsachen entsprechend ist der Sturz in der einen Version tödlich. Die andere endet mit der Rettung des Lebensmüden durch ein Sicherheitsnetz. Anfangs konnte das Publikum entscheiden, welche der beiden Fassungen verwendet werden sollte. Da sich die Mehrheit für das Happy End entschied, wurde der Film danach nur noch mit dem positiven Finale gezeigt.
- An den Kinokassen war der Film seinerzeit ein Reinfall. Grace Kelly und Richard Beymer feierten mit Nebenrollen ihre Debüts als Filmschauspieler.
- Der in der Zeit von Juni bis August 1950 hergestellte Film hatte in den USA seine Kino-Premiere am 6. März 1951, im Vereinigten Königreich bereits am 1. März 1951, in Deutschland am 4. März 1952 und in Österreich im März 1952. Die TV-Premiere im deutschen Fernsehen fand am 22. Juli 1972 statt.[1]
- Drehort der Außenaufnahmen in New York war die nicht mehr existente American Exchange National Bank, ein Wolkenkratzer in 128 Broadway, Ecke Cedar Street. Das Gebäude wurde 1906 im historistischen Stil errichtet. 1962 wurde es abgerissen und an seiner Stelle steht jetzt das Marine Midland Building.[2]

## Kritiken
„Die äußeren Ereignisse der 14 Stunden dauernden Rettungsaktion dienen dem atmosphärisch dichten, überzeugend dargestellten Film auch als Zeitraum für die psychoanalytische Auffächerung des angeblich authentischen Falles.“

## Auszeichnungen
- Der Film war in der Kategorie Bestes Szenenbild für die Oscarverleihung 1952 nominiert.
- Er gewann 1951 den NBR Award in der Kategorie Bester Hauptdarsteller und wurde darüber hinaus im selben Jahr für den Goldenen Löwen bei den Filmfestspielen von Venedig vorgeschlagen.
- Ein Jahr später kamen zwei weitere Nominierungen für den British Film Academy Award als bester Film sowie für den WGA Award als bestes geschriebenes Drama hinzu.

## DVD-Veröffentlichung
- Fourteen Hours, 20th Century Fox 2006 (bislang nicht im deutschsprachigen Raum erschienen)

## Synchronisation
| Rolle                         | Darsteller          | Synchronsprecher    |
| ----------------------------- | ------------------- | ------------------- |
| Pol.-Off. Charlie Dunnigan    | Paul Douglas        | Walther Suessenguth |
| Robert Cosick                 | Richard Basehart    | Paul Edwin Roth     |
| Virginia Foster               | Barbara Bel Geddes  | Bettina Schön       |
| Ruth                          | Debra Paget         | Marianne Prenzel    |
| Christine Hill Cosick         | Agnes Moorehead     | Alice Treff         |
| Paul E. Cosick                | Robert Keith        | Erich Poremski      |
| Leutnant Moskar (Polizeichef) | Howard Da Silva     | Wolfgang Lukschy    |
| Danny Klempner                | Jeffrey Hunter      | Michael Chevalier   |
| Dr. Strauss                   | Martin Gabel        | Alfred Balthoff     |
| Mrs. Louise Ann Fuller        | Grace Kelly         | Tilly Lauenstein    |
| Zimmerkellner                 | Frank Faylen        | Hans Hessling       |
| Fernsehpräsentator            | Michael Fitzmaurice | Klaus Miedel        |
| Reverend Dr. Parkinson        | George MaxQuarrie   | Erich Kestin        |
| Taxifahrer                    | Harvey Lembeck      | Herbert Stass       |
| Taxifahrer                    | David Burns         | Clemens Hasse       |
| Taxifahrer                    | Lou Polan           | Walter Bluhm        |
| Thomas E. Fuller              | James Warren        | Klaus Miedel        |
| Polizist                      |                     | Eckart Dux          |

Der Film wurde 1951 in Berlin synchronisiert.